# 阿米穆薩
35°52′N 1°07′E / 35.867°N 1.117°E

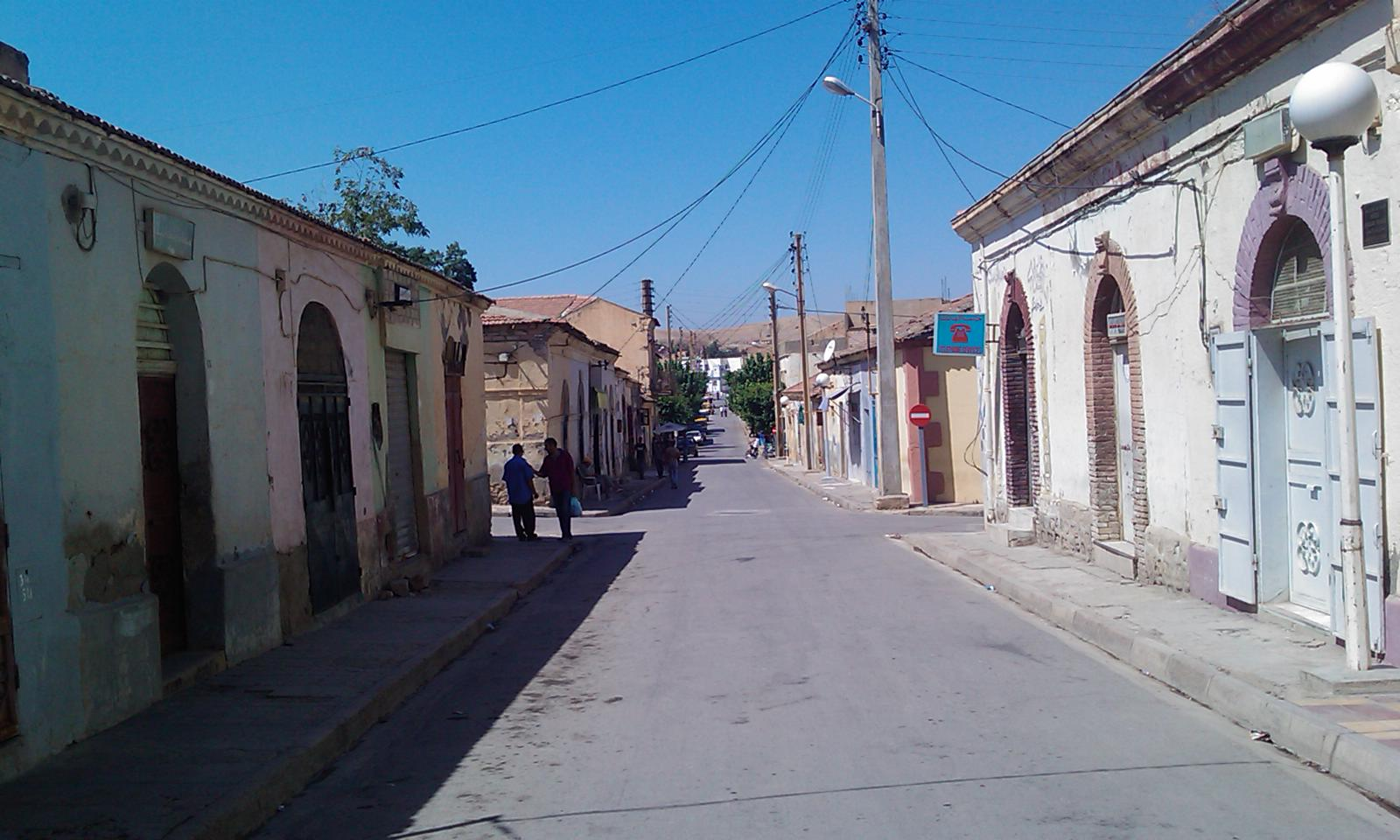

阿米穆薩（阿拉伯语：‎），是阿爾及利亞的城鎮，位於該國西北部，由埃利贊省負責管轄，是阿米穆薩區的首府，面積174平方公里，海拔高度168米，2008年人口28,962，人口密度每平方公里167人。
35°52′N 1°7′E / 35.867°N 1.117°E